# تورباکو
تورباکو (به اسپانیایی: Turbaco) یک سکونتگاه مسکونی در کلمبیا است که در بخش بولیوار، کلمبیا واقع شده‌است.

## خصوصیات
تورباکو ۱۷۰ کیلومترمربع مساحت و ۶۹٬۰۹۹ نفر جمعیت دارد و ۱۲۸ متر بالاتر از سطح دریا واقع شده‌است.